# Marion Raven
Marion Elise Ravn, känd under artistnamnet Marion Raven (Marion Ravn i Norge), född 25 maj 1984 i Lørenskog, Norge, är en norsk pop- och rocksångare. Marion Raven blev känd som medlem i popduon M2M tillsammans med Marit Larsen. Efter att M2M upplösts 2002 påbörjade hon en solokarriär.

## Karriär
Interntionellt har hon använt namnet Marion Raven. Singeln "Colors Turn To Grey" blev en hit i Norge 2005. Debutalbumet Here I Am släpptes 2005. Albumet fick tio veckor på VG-lista. År 2006 sjöng hon duetten "It's All Coming Back To Me Now" med Meat Loaf på dennes album Bat Out of Hell III: The Monster Is Loose. Duetten låg 21 veckor på Topp 20 i Norge, med sex veckor helt på topp.
I början av 2007 turnerade hon sedan med Meat Loaf i Nordamerika, dels som förband, dels för duetten.
Hennes andra album, Set Me Free, utgavs i juni 2007. Här medverkade bland andra. Nicki Sixx från det amerikanske hårdrockbandet Mötley Crue, samt Art Alexakis från Everclear. Hon skriver också låtar till andra artister, och har varit stämman till den norske utgivningen av Disney-filmen "Tangled". Hon har också varit domare i TV-programmen X-Factor (2010), och Idol (2011).
År 2012 var hon tillbaka som artist med singeln "Colors Turn To Grey". År 2014 var hon med i den norska filmen "Ta meg med". Detta var en musical baserad på sångerna till Jan Eggum och Halvdan Sivertsen.

## Diskografi
Album
- 2005 – Here I Am
- 2007 – Set Me Free
- 2013 – Songs from a Blackbird
- 2014 – Scandal Vol. 1
- 2015 – Scandal Vol. 2

EP
- 2006 – Heads Will Roll

Singlar
- 2005 – "End of Me"
- 2005 – "Break You"
- 2005 – "Here I Am"
- 2005 – "Little by Little"
- 2006 – "It's All Coming Back to me Now"
- 2006 – "Heads Will Roll"
- 2007 – "Falling Away"
- 2010 – "Found Someone"
- 2010 – "Flesh and Bone"
- 2012 – "Colors Turn to Grey"
- 2013 – "The Minute"
- 2013 – "Driving"
- 2014 – "In Dreams"
- 2014 – "You'll Get Up Again"
- 2015 – "Better Than This"
- 2015 – "Kicks In"
- 2017 – "Mye å se"
- 2019 – "Tyv"